# Bo Hopkins
Pour les articles homonymes, voir Hopkins.
Ne doit pas être confondu avec Bob Hoskins.
William Hopkins, dit Bo Hopkins, est un acteur américain de télévision et de cinéma né à Greenville en Caroline du Sud le 2 février 1938 et mort le 28 mai 2022 à Los Angeles (Californie). 
Il est l'un des éternels seconds couteaux des films de Sam Peckinpah.

## Biographie

### Jeunesse
William Hopkins grandit en Caroline du Sud à Taylors où son père est ouvrier dans la grande minoterie de la ville. Sa mère est une femme au foyer. Il découvre le cinéma dès l'âge de cinq ans, ses parents fréquentant les salles obscures. Les films de guerre, notamment, le fascinent et le terrifient à la fois. Son père est terrassé par une crise cardiaque alors qu'il n'a que neuf ans. La famille est alors obligée de déménager vingt km plus loin à Ware Shoals, là où habitent oncles et grands-parents paternels. Un an plus tard sa mère se remarie. William est à cette époque déscolarisé, et ses relations se tendent rapidement avec son beau-père. À douze ans il découvre qu'il a été en fait adopté et rencontre même sa mère biologique. L'adolescence de William Hopkins se poursuit, émaillée de périodes de désœuvrement et de petits délits qui finissent par le conduire en maison de correction. Il décide alors de s'engager, à l'âge de dix-sept ans, dans la 101e division aéroportée, et il effectue même une période de neuf mois en Corée, alors que la partition est encore récente.

### Carrière
Acteur fétiche de Sam Peckinpah, Bo Hopkins apparaît au début de La Horde sauvage sous les traits d'un jeune stagiaire ; on le retrouve tueur d'élite dans le film du même nom et son apparition dans Guet-apens est cocasse : secondé d'Al Lettieri, il envahit l'image sur un pédalo.
On le retrouve également dans le film Midnight Express d'Alan Parker dans lequel il joue Tex, l'employé de l'ambassade américaine, et dans American Graffiti de George Lucas sorti en 1973. Il a aussi travaillé avec Robert Mulligan, John Schlesinger, Oliver Stone, avec pour partenaires féminines Patti d'Arbanville et Susan Strasberg...
Il joue dans les années 1980 dans le feuilleton Dynastie le rôle de l'amant prolétaire de Krystle alias Linda Evans.

### Vie privée
Bo Hopkins s'est marié une première fois à 22 ans en 1960. Deux enfants, Jane et Matthew, sont nés de cette union. Il s'est remarié en 1989 avec Sian Eleanor Green.

## Filmographie

### Au cinéma
- 1968 : Dayton's Devils de Jack Shea : le chauffeur de la Navy
- 1969 : The Thousand Plane Raid de Boris Sagal : le capitaine Douglas
- 1969 : La Horde sauvage (The Wild Bunch) de Sam Peckinpah : Crazy Lee
- 1969 : Le Pont de Remagen (The Bridge at Remagen) de John Guillermin : le caporal Grebs
- 1970 : La Guerre des bootleggers (The Moonshine War) de Richard Quine : Bud Blackwell
- 1970 : Monte Walsh de William A. Fraker : Jumpin' Joe Joslin
- 1970 : Macho Callahan de Bernard L. Kowalski : Yancy
- 1972 : La Poussière, la Sueur et la Poudre (The Culpepper Cattle Co.) de Dick Richards : Dixie Brick
- 1972 : The Only Way Home de G. D. Spradlin : Orval
- 1972 : Guet-apens (The Getaway) de Sam Peckinpah : Frank Jackson
- 1973 : Le Fantôme de Cat Dancing (The Man Who Loved Cat Dancing) de Richard C. Sarafian : Billy Bowen
- 1973 : American Graffiti de George Lucas : Joe Young
- 1973 : Les Bootleggers (White Lightning) de Joseph Sargent : Roy Boone
- 1974 : The Nickel Ride de Robert Mulligan : Turner
- 1975 : Le Jour du fléau (The Day of the Locust) de John Schlesinger : Earle Shoop
- 1975 : La Brigade du Texas (Posse) de Kirk Douglas : Wesley
- 1975 : Tueur d'élite (The Killer Elite) de Sam Peckinpah : Jerome Miller
- 1976 : La Vengeance aux tripes (A Small Town in Texas) de Jack Starrett : le shérif Ulysses "Duke" Calley/le shérif Terence "Tiger" Jameson
- 1977 : Tentacules (Tentacles) d'Ovidio G. Assonitis : Will Gleason
- 1978 : Midnight Express d'Alan Parker : Tex
- 1978 : The Fifth Floor de Howard Avedis : Carl
- 1979 : American Graffiti, la suite (More American Graffiti) de Bill L. Norton : Joe Young
- 1983 : Sweet Sixteen de Jim Sotos (en) : le shérif Dan Burke
- 1984 : Night Shadows de John "Bud" Cardos : le shérif Will Stewart
- 1986 : What Comes Around de Jerry Reed : Tom Hawkins
- 1988 : Panique sur la ville (Nightmare at Noon) de Nico Mastorakis : Reilly
- 1989 : Territoire interdit (Trapper County War) de Worth Keeter : le shérif Sam Frost
- 1989 : The Bounty Hunter de Robert Ginty : le shérif Bennett
- 1990 : Big Bad John de Burt Kennedy : Lester
- 1990 : Alliance finale (The Final Alliance) de Mario DiLeo : le shérif Whistler
- 1992 : Inside Monkey Zetterland de Jefery Levy : Mike Zetterland
- 1992 : The Legend of Wolf Mountain de Craig Clyde : le ranger Haynes
- 1992 : Le Complot de l'araignée (Center of the Web) de David A. Prior : Frank Allesendro
- 1993 : La Ballade de Little Jo (The Ballad of Little Jo) de Maggie Greenwald : Frank Badger
- 1994 : Radioland Murders de Mel Smith : le père de Billy
- 1995 : Texas Payback de Richard W. Munchkin : le shérif Bishop
- 1995 : Riders in the Storm de Charles Biggs : Billy Van Owen
- 1995 : The Feminine Touch de Conrad Janis : le capitaine Hogan
- 1996 : Uncle Sam de William Lustig : le sergent Twining
- 1997 : U-Turn : ici commence l'Enfer (U-Turn) d'Oliver Stone : Ed
- 1997 : Painted Hero de Terry Benedict : Brownie
- 1997 : Lunker Lake de Randy Towers : Mitch Swindell
- 1998 : Phantoms de Joe Chappelle : l'agent Hawthorne
- 1998 : Le Gang des Newton (The Newton Boys) de Richard Linklater : K. P. Aldrich
- 1999 : Getting To Know You de Lisanne Skyler : l'inspecteur Caminetto
- 1999 : Time Served de Glen Pitre : M. D.
- 1999 : Une nuit en enfer 2 : Le Prix du sang (From Dusk Till Dawn 2: Texas Blood Money) de Scott Spiegel : le Texas Ranger Otis Lawson
- 2000 : South of Heaven, West of Hell de Dwight Yoakam : "Doc" Angus Dunfries
- 2000 : Mon Frère ce héros (Big Brother Trouble) de Ralph Portillo : Oddo
- 2000 : Vice de John Woodward : l'avocat de Savannah
- 2000 : The Thundering 8th de Donald Borza II : le colonel Thompson
- 2001 : A Crack in the Floor de Sean Stanek et Corbin Timbrook : le shérif Talmidge
- 2001 : Cowboy Up de Xavier Koller : Ray Drupp
- 2001 : Choosing Matthias de Caia Coley : Doc
- 2002 : Don't Let Go de Max Myers : le patron
- 2003 : City of Ghosts de Matt Dillon : Teddy (non crédité)
- 2003 : The Road Home de Drew Johnson : Jimmy Stangel
- 2003 : Les Maîtres du jeu (Shade) de Damian Nieman : le lieutenant Scarne
- 2006 : Open Window de Mia Goldman : Tucker Brennan
- 2013 : A Little Christmas Business de Chuck Walker : Morris
- 2016 : The Boys at the Bar de Richard Dutcher : Papa Lamb
- 2020 : Une ode américaine (Hillbilly Elegy) de Ron Howard : Papaw

### Télévision
- 1966 : The Pruitts of Southampton (série télévisée) : saison 1, épisode 15 "The Hubcap Caper" : Chub
- 1967 : Le Virginien (série télévisée) (The Virginian) : saison 6, épisode 5 "Johnny Moon" : Will
- 1967 : Les Mystères de l'Ouest (série télévisée) (The Wild Wild West) : saison 3, épisode 14 "La Nuit de la Main d'acier" : Zack Garrison
- 1968 : The Andy Griffith Show (série télévisée) : saison 8, épisode 16 "Goober the Executive" : George
- 1968 : Gunsmoke (série télévisée) : saison 13, épisode 7 "Hard-Luck Henry" : Harper Haggen
- 1968 : The Guns of Will Sonnett (série télévisée) : saison 2, épisode 9 "Guilt" : Ben
- 1968 : Judd, for the Defense (série télévisée) : saison 1, épisode 19 "No Law Against Murder" : Ned Sims
- 1968 : Commando du désert (série télévisée) (The Rat Patrol) : saison 2, épisode 24 "The Tug Of War Raid" : Bo Randall
- 1969 : Bonanza (série télévisée) : saison 11, épisode 2 "The Witness" : Stretch Logan
- 1969 : La Nouvelle Équipe (série télévisée) (The Mod Squad) : saison 1, épisode 26 "A Seat by the Window" : Tom Styles
- 1970 : La Nouvelle Équipe (série télévisée) (The Mod Squad) : saison 3, épisode 9 "A Far Away Place So Near" : Arnie
- 1972 : L'Homme de fer (série télévisée) (Ironside) : saison 5, épisode 19 "And Then There Was One" : Gregg Hewitt
- 1972 : Nichols (série télévisée) : saison 1, épisode 18 "Sleight of Hand" : Kansas
- 1973 : Hawaï police d'État (série télévisée) (Hawaii Five-O) : saison 6, épisode 4 "One Big happy Family" : Jeb
- 1974 : Doc Elliot (série télévisée) : saison 1, épisode pilote : Eldred McCoy
- 1974 : Gondola (téléfilm) de Paul Stanley : Grady
- 1974 : Le Justicier (série télévisée) (The Manhunter) : saison 1, épisode 4 "Death on the Run" : Sonny Welch
- 1975 : The Kansas City Massacre (téléfilm) de Dan Curtis : Charles Arthur Floyd
- 1975 : The Runaway Barge (téléfilm) de Boris Sagal : Ezel Owens
- 1976 : The Invasion of Johnson County (téléfilm) de Jerry Jameson : George Dunning
- 1976 : Drôles de dames (Charlie's Angels) : épisode-pilote de la première saison "Quand le vin est tiré" : Beau Creel
- 1976 : Dawn: Portrait of a Teenage Runaway (téléfilm) de Randal Kleiser : Swan
- 1977 : Aspen (série télévisée) : Budd Townsend
- 1978 : The Busters (téléfilm) de Vincent McEveety : Chad Kimbrough
- 1978 : Crisis in Sun Valley (téléfilm) de Paul Stanley : Buchanan
- 1978 : Thaddeus Rose and Eddie (téléfilm) de Jack Starrett : Eddie Lee Haskell
- 1978 : 200 dollars plus les frais (série télévisée) (The Rockford Files) : saison 5 : John "Coop" Cooper
- 1979 : Drôles de dames (Charlie's Angels) : Wes Anderson (Saison 4, épisode 1 : "Ces dames s'amusent")
- 1979 : Beggarman, Thief (téléfilm) de Lawrence Doheny : Bunny Dwyer
- 1979 : La Dernière Chevauchée des Dalton (téléfilm) (The Last ride of the Dalton Gang) de Dan Curtis : Bill Doolin
- 1980 : The Plutonium Incident (téléfilm) de Richard Michaels : Art Reeves
- 1980 : Casino (téléfilm) de Don Chaffey : Stoney
- 1980 : Rodeo Girl (téléfilm) de Jackie Cooper : Wil Garrett
- 1981 : Dynastie (Dynasty) : Matthew Blaisdel (saisons 1, 7 et 8 de 1981 à 1987)
- 1983 : Ghost Dancing (téléfilm) de David Greene : Dave Groves
- 1984 : L'Agence tous risques (The A-Team) : saison 2, épisode 17 "Les marchands de poison" : Charles Drew
- 1986 : L'Homme qui tombe à pic (The Fall Guy) : saison 5, épisode 11 "Reunion" : Talbot
- 1986 : Louis L'Amour's Down the Long Hills (téléfilm) de Burt Kennedy : Jud
- 1986 : Gone to Texas (téléfilm) de Peter Levin : le colonel Sidney Sherman
- 1986 : Noël dans la montagne magique (A Smoky Mountain Christmas) de Henry Winkler : le shérif John Jensen
- 1991 : Matlock (série télévisée) (Matlock) : saison 5, épisode 16 "The Man of the Year" : le shérif
- 1991 : Blood Ties de Jim McBride : le chef des chasseurs de vampires
- 1994 : Wyatt Earp : Return to Tombstone (téléfilm) de Paul Landres et Frank McDonald : Rattlesnake Reynolds
- 1994 : Cheyenne Warrior (téléfilm) de Michael B. Druxman : Jack Andrews